# Gogonasus
Gogonasus – rodzaj wymarłych ryb mięśniopłetwych. Żyły przed 380 milionami lat (późny dewon). 
Posiadały kostny szkielet płetw piersiowych podobny do znalezionego u ryb z rodzaju Eusthenopteron oraz duże spiraculum na szczycie czaszki. Z wyglądu przypominały rybę skrzyżowaną z gigantyczną, opancerzoną traszką. Gogonasus uważany jest za ogniwo pośrednie pomiędzy czworonogami wodnymi a lądowymi. Naukowcy uważają, że płetwy Gogonasus mogły służyć rybom do odbijania się od dna w pogoni za zdobyczą podobnie jak kończyny zwierząt lądowych.